# Lista dos governadores de Mazagão (Marrocos)
Mazagão foi, entre o início do século XV e meados do século XVIII, uma possessão portuguesa em Marrocos, no norte da África, tendo dado origem à atual cidade de El Jadida.
Abaixo está uma lista dos governadores da cidade de Mazagão   . 

## Lista dos governadores de Mazagão
| # | Período     | Retrato          | Incumbente                                             | Notas |
| - | ----------- | ---------------- | ------------------------------------------------------ | ----- |
| . |             |                  |                                                        |       |
| — | 1514 – 1517 | [[File:\|100px]] | Martim Afonso de Melo Coutinho, Capitão-mor de Mazagão | .     |
| ? | 1517 – 1520 |                  | Álvaro de Noronha, Capitão-mor de Mazagão              | .     |

### Com o título de Capitão-mor
- 1514 - 1517 - Martim Afonso de Melo Coutinho[4]
- 1517 – 1520 - Álvaro de Noronha
- 1520 - 1529 - António Leite (1.ª vez)
- 1529 - 1536 (?)
- 1536 (?) - 1537 (?) Manuel de Sande
- 1537 (?) - António Leite (2.ª vez)
- 1537 - 1541/42 - João Gomes
- 1541/42 - 1548 - Luís de Loureiro
- 1548 - 1551 - Tristão de Ataíde
- 1551 - 1561 - Álvaro de Carvalho (1.ª vez)
- 1561 - 1562 - Rui de Sousa de Carvalho (1.ª vez)
- 1562 - Álvaro de Carvalho (2.ª vez)
- 1562 - Rui de Sousa de Carvalho (2.ª vez)
- 1562 - 1564 - Francisco de Barros de Paiva
- 1564 - 1572 - Rui de Sousa de Carvalho (3.ª vez)
- 1572 - 1574 - Pedro Álvares de Carvalho
- 1574 - Bernardim de Carvalho
- 1574 - 1577 - Gil Fernandes de Carvalho (1.ª vez)
- 1577 - 1578 - Francisco de Figueiredo (interino)
- 1578 - Martim Correia da Silva, alcaide de Tavira
- 1578 - 1581 - João de Mendonça Furtado
- 1581 - 1582 - Pero de Mendonça Furtado
- 1582 - 1586 - Francisco de Mendonça Furtado
- 1586 Gil - Gil Fernandes de Carvalho (2.ª vez)
- 1586 - 1607 - Diogo Lopes de Carvalho

### Com o título de Governador
- 1607 - 1610 - D. Manuel Mascarenhas
- 7 de setembro de 1610 - 1615 - Henrique Correia da Silva, alcaide de Tavira
- 1615 - 1619 - D. Jorge Mascarenhas, 1.º Marquês de Montalvão e 1.º Conde de Castelo Novo
- 1619 - 1624 - Brás Teles de Meneses
- 15 de março de 1624 - junho de 1627 - D. Gonçalo Coutinho
- 26 de junho de 1627 - 7 de junho de 1631 - D. Francisco de Almeida
- 7 de junho de 1631 - 1635 - João da Silva Telo e Meneses, 1.º Conde de Aveiras
- 1635 - março 1640 - D. Francisco de Mascarenhas, 2.º Conde de Castelo Novo
- Março de 1640 - junho de 1640 - Luísa Antónia de Velasco + Nuno da Cunha da Costa (em acto)
- 25 de junho de 1640 - 1642 - Martim Correia da Silva, alcaide de Tavira (interino)
- 1642 - novembro de 1645 - Rui de Moura Teles
- 10 de novembro de 1645 - maio 1648 - João Luís de Vasconcelos e Meneses
- Maio de 1648 - julho de 1648 - Junta: António Dinis Barbosa, Gonçalo Barreto, Gaspar Rodrigues
- 1648 - 1649 - Nuno da Cunha da Costa (1.ª vez)
- 1649 - D. Francisco de Noronha (1.ª vez)
- 1649 - 1650 - Nuno da Cunha da Costa (2.ª vez)
- 1650 - 1654 D. Francisco de Noronha (2.ª vez)
- 29 de janeiro de 1654 - 1658 - Alexandre de Sousa Freire
- 1658 - 1661 - Francisco de Mendonça Furtado
- 1661 - 1667 - Cristóvão de Melo
- 1667 - 27 de novembro de 1671 - D. Martinho Mascarenhas, 4.º Conde de Santa Cruz
- Novembro de 1671 - 1677 - D. Marcos de Noronha
- Fevereiro de 1677 - 1681 - D. Cristóvão de Almada
- 1681 - 1687 - Bernardim de Sousa de Távora Tavares
- 1687 - 1691 - Manuel de Sousa de Castro
- 1691 - 1692 - Domingos de Matos
- 1692 - 1695 - João de Saldanha de Albuquerque

### Com o título de governador e capitão-mor
- 1695 - 1698 - Luís de Saldanha da Gama
- 1698 - 9 de 1702 - D. Sancho de Faro e Sousa, 4.º Conde do Vimieiro
- 9 de outubro de 1702 - setembro de 1705 - Manuel de Sousa Tavares de Távora
- 1 de setembro de 1705 - 27 de julho de 1713 - Francisco de Melo e Castro[desambiguação necessária]
- 27 de julho de 1713 - 1719 - D. Manuel Rolim de Moura
- 1719 - 1724 - Duarte Sodré Pereira
- 1724 - António José de Miranda Henriques
- 1724 - 1734 - João Jacques de Magalhães
- 1734 - 4 de agosto de 1745 - Bernardo Pereira de Berredo e Castro
- Agosto de 1745 - 1752 - António Álvares da Cunha
- 1752 - 1757 - José Leite de Sousa
- 1757 - setembro de 1763 - José Joaquim Vasques da Cunha
- Setembro de 1763 - novembro de 1769 - Dinis Gregório de Melo Castro e Mendonça